# Synodontium narragansettense
Synodontium narragansettense is een rondwormensoort uit de familie van de Axonolaimidae. De wetenschappelijke naam van de soort is voor het eerst geldig gepubliceerd in 1962 door Hopper.